# Lygodactylus gutturalis
Lygodactylus gutturalis (угандійський карликовий гекон) — вид геконоподібних ящірок родини геконових (Gekkonidae). Мешкає в Африці на південь від Сахари.

## Підвиди
Виділяють три підвиди:
- Lygodactylus gutturalis dysmicus Perret, 1963 — південний Камерун;
- Lygodactylus gutturalis gutturalis (Bocage, 1873) — від Сенегалу до Ефіопії, Кенії і Танзанії;
- Lygodactylus gutturalis paurospilus Laurent, 1952 — Танзанія, південний схід ДР Конго.

## Поширення і екологія
Угандійські карликові гекони мешкають в Сенегалі, Гамбії, Гвінеї-Бісау, Гвінеї, Кот-д'Івуарі, південному Малі, на заході Буркіна-Фасо, в Гані, Того, Беніні, Нігерії і сусідніх районах Нігера, в Камеруні, ЦАР, ДР Конго, Уганді, Руанді, Бурунді, на північному заході Танзанії, в Ефіопії, на заході Кенії (в лісі Какамега), ймовірно, також в Судані і Південному Судані. Вони живуть в сухих саванах і більш вологих рідколіссях, трапляються в садах і поблизу людських поселень. Зустрічаються на висоті до 2000 м над рівнем моря. Ведуть денний спосіб життя. Живляться дрібними комахами та іншими безхребетними. Відкладають яйця.